# Шпанска села
Шпанска села јесте идиом на српскоме језику који се односи на израз који је тешко разумљив говорнику. Обично је то сложен или непрецизан вербални или писани израз или дијаграм који често садржи прекомерну употребу жаргона, дијалекта, математике, науке или симбола.
Метафора „шпанска села” користи шпански језик као типичну врсту стране комуникације, написане или изговорене.

## Порекло
Ова метафора је настала првобитно у немачкоме језику и то као израз „чешка села” који је настао у другој половини 17. века, када су немачки војници током ратовања у Тридесетогодишњем рату пролазили кроз словенска (чешка) места, а говор и писмо локалних становника су им били поприлично страни.
На сличан начин, Немци су доцније и за речи које им долазе из далекога шпанског језика имали свој идиом за неразумљивост — „то ми дође шпански”.
Укрштањем ова два идиома који су означавали неразумљивост добијен је израз „шпанска села” који је први пут писано забележен од стране Јохана Волфганга Гетеа у роману Јади младог Вертера. Године 1905. је ово дело преведено на српски језик (преводилац Бранко Мушицки) и верује се да је од тада постало део српске изражајне навике. Реченица у преводу Мушицког која спомиње овај идиом гласи:
„To су била за послаников мозак шпанска села, и ја се препоручим да се не бих морао још више мучити због даљег неразумног говора.”

## Варијације
Остали разилчити језици имају сличне формулације. Многи су страни језик или страно писмо (систем писања) одабрали као референтну тачку за своје идиоме:
- енглески: it's Greek to me („то је грчки за мене”)
- шпански: esto es griego para mi („то је грчки за мене”) или esto es arapski para mi („то је арапски за мене”)
- француски: c’est du chinois („то је кинески”) или c’est l’hébreu („то је хебрејски”).[3]

Изрази за нешто неразумљиво су чак употребљавани као демоними за странце. Антички Грци су за оне који не говоре грчки говорили да су Варвари (они који брбљају, лају), а словенски народи су Германе из данашње Немачке означавали као Немци (словенски израз за немог човека).